# Skara Domkirke
Skara Domkirke er Skara Stifts domkirke og en af Sveriges største kirker, beliggende i Skara i Västra Götalands län. Sankt Maria er domkirkens skytshelgen.
Skara Domkirke spiller en rolle i Jan Guillous bogserige om Tempelridderen Arn Magnusson.

## Bygningen
Skara Domkirkes ældste historie går tilbage 1000-tallet, men den nuværende gotikske stil stammer fra 1300-tallet. Tilbager fra 1000-tallet er blantd andet en krypt, et sidste hvilested for stiftets første biskopper. Det nuværende kor blev bygget i begyndelsen af 1200-tallet hovedskibet og tværskibet er fra begyndelsen af 1300-tallet, hvorved hele bygningen fik et højgotisk præg. Disse dele er opført af sandsten fra Västergötland. Skara Domkirke er blevet skadet og restaureret flere gange (blandt andet i krigen med Danmark og ved bybrande blandt andet i 1700-tallet). Skara Domkirke er i sin nuvæarende skikkelse en i væsentlige dele en moderne bygning, hvori der indgår omfattende rester af det middelalderlige anlæg .

## Eksterne kilder og henvisninger
- Wikimedia Commons har flere filer relateret til Skara Domkirke
- Skara domkyrka i Nordisk familjebok (2. udgave, 1917), forfattet af A.L. Romdahl
- Antiqvarisk tidskrift för Sverige, femtonde delen, nr 2, sid 1-112, handlar om Skara domkyrka.

58°23′11″N 13°26′21″Ø / 58.38651°N 13.43924°Ø